# Пирпиритуба
Пирпиритуба (порт. Pirpirituba)  —  муниципалитет в Бразилии, входит в штат Параиба. Составная часть мезорегиона Сельскохозяйственный район штата Параиба. Входит в экономико-статистический  микрорегион Гуарабира. Население составляет 10 092 человека на 2006 год. Занимает площадь 79,849 км². Плотность населения — 126,4 чел./км².

## Статистика
- Валовой внутренний продукт на 2003 год составляет 18 612 327,00 реалов (данные: Бразильский институт географии и статистики).
- Валовой внутренний продукт на душу населения на 2003 год составляет 1835,54 реалов (данные: Бразильский институт географии и статистики).
- Индекс развития человеческого потенциала на 2000 год составляет 0,612 (данные: Программа развития ООН).